# Anglosaxare

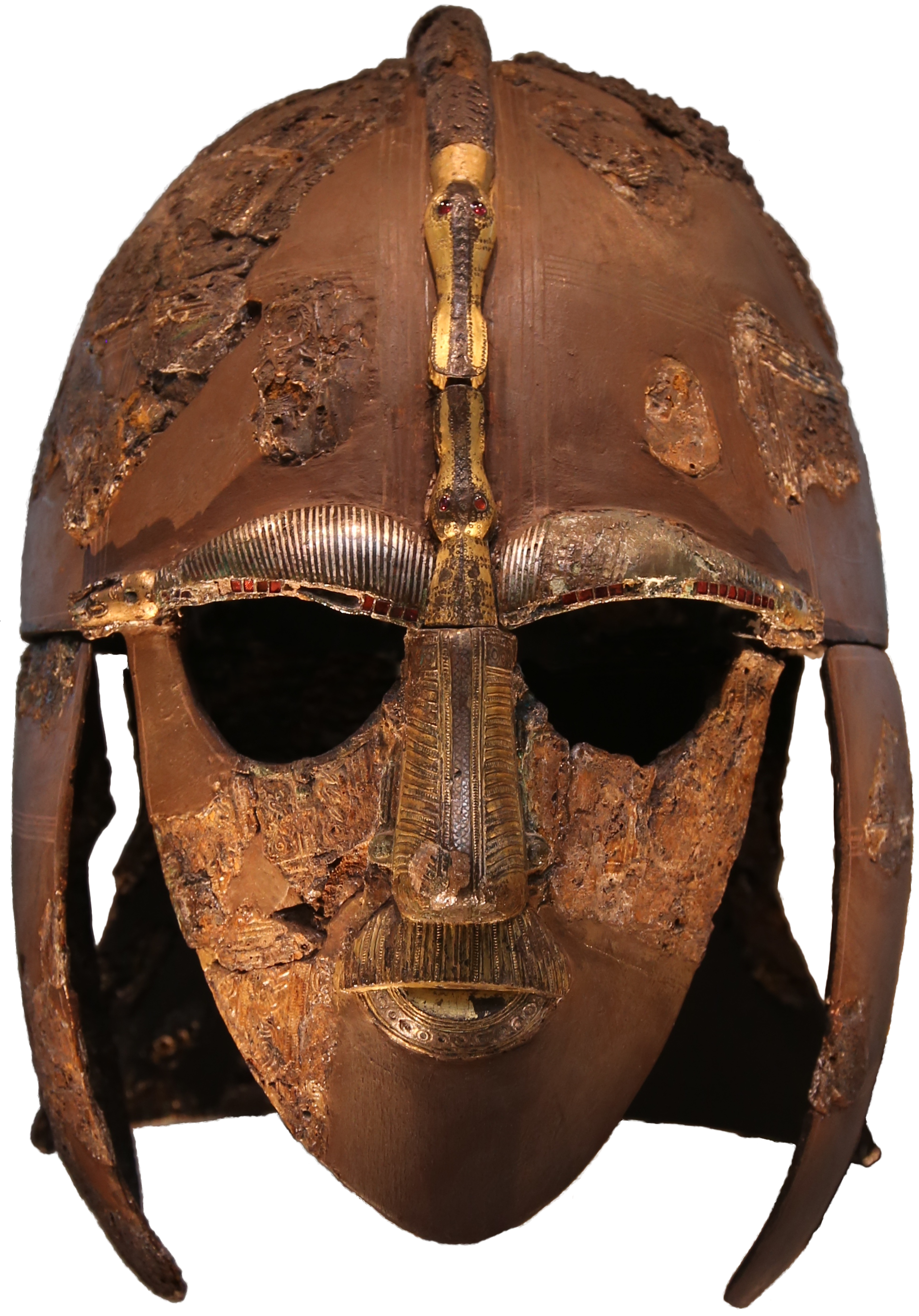
Sutton Hoo-hjälmen

Anglosaxare eller angelsaxare  (äldre stavning angelsachsare  eller  angelsaksare) kallas de germanska folkstammar som migrerade till brittiska öarna, i synnerhet England, och blev dominerande där från 300-talet sedan romarna dragit sig tillbaka.
Västgermanska stammar ska sedan 200-talet ha plundrat det romerska Britanniens kuster och - när romarna lämnat ön 411 - fört krig mot den keltiska befolkningen, vilken ursprungligen ska ha bett saxarna om hjälp mot pikter och skoter. En rad invecklade stridigheter ska ha uppstått i samband med detta. Efter saxarna invaderades snart Britannien även av jutar och angler. Saxarna ska ha tagit landet i syd och sydväst i besittning, medan jutarna underlade sig Kent, Wight och Hampshirekusten, samtidigt som anglerna ska ha tagit östkusten, från Essex upp till Forth i anspråk. Vad som följde av detta var en rad av varandra oberoende småriken, vilka så småningom kom att reduceras till sju stycken, den så kallade anglosaxiska heptarkin. Denna bestod av Essex, Kent, Mercia, Northumberland, Sussex, Wessex och Östangeln (East-Anglia).
Namnet anglosaxare kommer av namnen på två av stammarna, anglerna från Angeln (dagens Schleswig-Holstein) och saxarna från Sachsen (motsvarar det nuvarande Niedersachsen) i dagens Nordtyskland. Anglosaxarna är roten till den moderna engelska nationen; ordet "England" härstammar från "Anglernas land". De västgermanska språk som anglosaxarna talade ingår i den blandning av språk som utgör dagens engelska.

## Definition
Begreppet anglosaxisk går tillbaka till kung Alfred den store; han skall ha använt sig av titlarna rex Anglorum Saxonum och rex Angul-Saxonum. Det är inte helt fastställt varför han valde dessa titlar, men det kan höra ihop med sammanslagningen av de olika kungadömena i England under Alfred 886.
Beda nämner i sin kyrkohistoria (b. I, kap. 15) att folken i de nordliga kungadömena (Östangeln, Mercia, Northumberland med flera) var angler, de i Essex, Sussex och Wessex stammade från saxare och de i Kent och södra Hampshire hade påbrå från jutarna. Denna uppdelning nämns inte av andra tidiga författare, och det går inte att urskilja några nämnvärda skillnader mellan saxare och angler vare sig vad gäller språk eller seder. Jutarnas ättlingar i Kent skilde sig dock från anglerna och saxarna. Författare från Wessex brukade dessutom benämna sin nation som en del av Angelcyn, och kallade sitt språk för Englisc. Kungafamiljen i Wessex ansågs vara av samma härkomst som kungafamiljen i Bernicia i Northumbria.
Det är möjligt att Beda gjort åtskillnad baserad på de olika rikenas namn (Essex - östsaxare, Wessex - västsaxare och så vidare), men det står nog utan tvivel att dessa från början befolkats av olika folkgrupper. På ett tidigt stadium, eventuellt redan innan den saxiska huvudinvasionen, hade de två folkgrupperna smält samman.
Utanför England användes Angli Saxones som benämning på en enda folkgrupp, och detta bruk finns belagt redan ett århundrade före Alfred den Stores tid; då Paulus Diaconus använde sig av begreppet i en av sina skrifter. Det framgår dock tydligt att han inte använder det för att syfta på en enhetlig grupp, men som beteckning på saxarna i England i motsats till saxarna på den europeiska kontinenten.

## Början av den anglosaxiska bosättningen
Saxare hade börjat angripa det romerska Britannien redan under andra hälften av 200-talet.  Grupper av Sachare och även franker, på jakt efter byten landsteg under sina räder på båda sidor av Engelska kanalen.  Också räder av irländsk-skotska stammar tvingade den romerska militäradministrationen att reformera den militära infrastrukturen, försvaret och befästningarna. Detta ledde till att befäl och strategiskt ansvar överfördes till sachsiska ledare; de tjänstgjorde som allierade under beteckningen comes litoris Saxonici (befälhavare över den sachsiska kusten). Konsekvensen blir att saxare (germaner) som är försvarare i romersk tjänst, bosatte sig från 300-talets slut med sina familjer i södra Britannien. Det var före den större invandringen under 400-talet. Saxarna bosatte sig i södra England längs Themsen i dagens Storlondon, i Essex, Kent och de var stationerade på östkusten.  Andra forskare menar att saxiska kusten var ett försvar mot saxiska attacker och att trupperna inte var saxisiska foederati, men de menar trots detta att de första sachsiska legosoldaterna tjänstgjorde i Britannien i slutet av 300-talet.
Flera inbördeskrig i det västromerska riket och kollapsen vid romerska Rhengränsen 406/407 e.Kr. då stora germanska grupper korsade Rhen orsakade att största delen av reguljära romerska trupper drogs tillbaka från Britannien efter år 407 under kejsar Honorius (r. 395–423) och usurpatorn Konstantin III (r. 407–411). Honorius gav inte upp Britannien men han var tvungen att lämna ön att klara sig själv. 410 mottog den västromerske kejsaren Honorius en bön om hjälp från britannerna, som var utsatta för germanska och keltiska plundringsräder. Kejsaren svarade att de "fick lösa sina egna problem själva", och detta år räknas därmed som avslutningen på den romerska provinsen.  i det maktvakuum som uppstod och de osäkra politiska förhållandena gav utrymme och stora möjligheter för en germansk invandring från fastlandet
I början av 400-talet ökande antal flyttningar till de brittiska öarna från den nordtyska och niederrheinska slätten. Invandringen intensifierades med tiden och utvecklades till den huvudsakliga utvandringen till Storbritannien efter år 450  minst hundra år framåt. Invandringens omfattning är omtvistad inom forskningen. Perioden från början av 400-talet till omkring år 600 har bevarade källor i Storbritannien. Enligt Gildas var det den romersk-keltiska civilbefolkningen, som efter tillbakadragandet av de kejserliga trupperna, själva rekryterade anglosaxiska foederati för att kunna försvara sitt land mot pikter och skottar. De tidiga årens utveckling är bara känd genom legender, bland annat återberättade av Beda. Vortigern, en ledare för de i romarnas frånvaro självstyrande britterna, skall ha givit juten Hengist området Thanet i Kent som land att bruka och äga. I gengäld lovade Hengist att stödja britterna i kampen mot kelter och andra germaner. Berättelsen om "tyrannen" Vortigern ger honom en roll i detta. Han ska enligt senare tradition kallat in två ledare vid namn Hengist och Horsa ("hingst" och "häst")  i landet (de är sannolikt inte historiska personer). Det är mer oklart när jutarna, anglerna och saxarna bildade en allians, men det bör ha skett i ett tidigt skede. Omkring 440 verkar blir det ett uppror bland de sachsiska legosoldaterna. De saxiska soldaterna fick ytterligare inflöde av saxare från kontinenten och drev tillbaka den romersk-keltiska befolkningen och minskade deras område.
Britterna hade levt under romerskt inflytande under flera hundra år och blev de kristnades på 300-talet. Britterna var inte romaniserade i så stor utsträckning som kelterna i Gallien. I Britannien fanns inom olika sociala skikt och geografiska områden stora skillnader i användningen av det latinska språket och inställningen till den romerska kulturen i Britannien. Anglerna och saxarna kom från områden som knappast alls berörts av den romerska civilisationen. För många kristna romerskt influerade britter var de hedniska anglosaxarna barbarer.  Det skedde först ett återpressande av de framryckande anglosaxarna, men sedan också en reträtt av den keltiska befolkningen från sydöstra delen av landet. Det finns uppgifter om blodbad bland den romersk-brittiska stadsbefolkningen bland annat i staden Chester år 491. Nya forskningsrön bekräftar inte bilden av en  massiv fördrivning av den romansk-brittiska befolkningen. 
Cirka år 500 lyckades romano-britannerna, då under ledning av Ambrosius Aurelianus stoppa anglosaxarnas framryckning under några decennier, efter slaget vid Mons Badonicus. Platsen och exakta tidpunkten för slaget är okänd men det hände omkring år 500. Dessa händelser kan vara ett historiskt ursprung till den senare legenden om kung Arthur. Efter slaget upphörde enligt Gildas ytterligare anglosaxiskt markstölder för tillfället, men det blev bara ett andrum. En del av britterna flyttade till Bretagne eller till höjderna och bakom jordvallsbefästningarna vid Wansdyke och Bokerley dykes. Delar av den brittiska befolkningen förslavades, ett stort antal britter verkar ha anammat inkräktarnas seder och språk. Efter det avgörande slaget vid Deorham år 577 delades de korniska och walesiska kelternas territorier upp av de segrande anglosaxarna. I stora städer som London, York och Lincoln förblev en stor del av befolkningen romersk-keltisk. Anglosaxarna undvek dessa platser till en början. Landsbyarna övergavs senare av britterna, men de romerska villorna användes inte av de  germanska stammarna.  Det tog mellan  400 och 600 år innan stadslivet återkom till platser som Hamwic (Southampton), som var en av de första städerna i det nuvarande England som inte har  romerska rötter.
Runt 590, en tid från vilken det börjar finnas bättre källmaterial, är britannernas öde fortfarande ovisst. Den keltiske kungen Urien av Rheged belägrade Lindisfarne, kungariket Bernicias bäst befästa plats. Andra kelter hade segrat i slaget vid Fethanleag (norr om Banbury i Oxfordshire). Urien blev mördad av en rival, och därmed föll den keltiska offensiven samman. Anglosaxarna, som nu träder fram som en mer enhetlig grupp ur språklig och kulturell synvinkel, tog kontrollen över dagens England. Det kymriska namnet på England är Lloegyr, "de förlorade landen", och det har hävdats att detta åsyftar denna keltiska förlust.

## Invandringens storlek och den brittiska befolkningen öde
Den process där befolkningen i England till viss del byttes ut, kallas ofta den saxiska invasionen, men detta är ett oklart uttryck. Andra stammar, angler, jutar, friser och möjligen även franker, tog del i erövringen. De olika stammarna upprättade mindre kungadömen och det som har kallats för heptarkin uppstod - en kärna av sju anglosaxiska kungariken, vilka dominerade England.
Det finns inget konsensus hos historiker om antalet migranter. Heinrich Hercke uppskattar deras antal till mellan 100 000 och 200 000.  Ward-Perkins håller också med på gränsen på 200 000 med  Catherine Hill föreslår ett så litet antal som bara 20 000. Datorsimuleringar visar att en migrationen på 250 000 personer skulle ha kunnat genomföras på bara 38 år. Nya genetiska och isotopiska studier tyder på att migrationen fortsatte i flera århundraden, vilket tyder på att det fanns betydligt fler migranter än man tidigare  Konsekvensen var att år 500 hade anglosaxiska samhällen etablerats i södra och östra England
Det är oklart hur mäktig politisk och militär kraft anglosaxarna var redan under dessa tidiga tider. Enligt de flesta historiker fortsatte den romersk-brittiska eliten att upprätthålla sin kultur, politik och militära makt fram till omkring 570. Beda talar om tre faser av bosättningen: En rekognosceringsfasen, när legosoldaterna kom för att skydda den inhemska befolkningen; en migrationsfasen, som blev betydelsefull eftersom området Angeln var övergivet vid denna tid. Slutligen en etableringsfasen, när anglosaxarna tog över styret av territoriet.
Det är oklart vad som hände med den tidigare keltiska befolkningen. Gildas skrev att de slogs ihjäl till sista man, kvinna och barn. Moderna historiker menar att de i stort sett överlevde, men att många hamnade i slaveri eller livegenskap under angler och saxare. Från den tid då tillförlitliga källor finns står det klart att den ursprungliga befolkningen hade bevarat sin keltiska kultur bara i Cornwall och Wales, samt i Strathclyde i dagens Skottland.
Heinrich Hercke och Michael Wood uppskattar Storbritanniens befolkning till en miljon i början av 400-talet. Den ursprungliga brittiska befolkningen vidare öde är inte känt med säkerhet. Den traditionella förklaringen till bristen på brittiska spår inom lingvistik och arkeologi är att anglosaxarna antingen dödade de flesta av dem eller tvingade dem att fly till öns bergiga utkanter. Denna historia bekräftas av de fåtaliga källorna från denna period. Men det finns tecken på kontinuitet i de lokala förvaltningssystemen, vilket minskar sannolikheten för en sådan katastrofal händelse. Historiker har därför börjat skildra mindre brutala förklaringar till varför anglosaxarnas kultur helt tog över Enand, Deras aktiva bosättningsområde var ju i stort sett begränsat till sydöstra England, östra England och Lincolnshire men kulturen kunde ändå snabbt spridas till Storbritanniens lågland.. Herke  har föreslagit ett scenario där anglosaxarna, som expanderade västerut, förökade sig snabbare än britterna, och deras ättlingar utgjorde snart en majoriteten av Englands befolkning. Det har också föreslagits att britterna drabbades hårdare av de epidemier som spred sig längs de romerska handelsvägarna. Det fanns dock ett betydande antal britter i kungadömena Wessex, Mercia och Northumbria, Herke skriver att det är "allmänt accepterat att den infödda befolkningen i norra England levde betydligt längre än i söder" och att i Bernicia  kunde en liten grupp migranter ersätta den lokala brittiska eliten och ta kungadömet över kungadömet.  Dessutom minskade kung Ine av Wessex britternas rättigheter och status, vilket troligen gjordes för att uppmuntra britterna att anamma den anglosaxiska kulturen. Nick Higham betonar att under omständigheter där lagfrihet, härkomst, tillgång till beskydd och rätten att bära vapen endast var till för dem som kunde bevisa germanskt släktskap, var förmågan att tala fornengelska utan latinsk eller brittisk accent av stor betydelse. Det finns likväl tecken på brittiskt inflytande på den framväxande anglosaxiska eliten. Språkliga bevis från kunganamn i anglosaxiska kungliga släktregister tyder på att britter spelade en roll i grundandet av flera anglosaxiska kungadömen. I kungariket Wessex bär de tidiga kungarna Cerdic, Cædwalla och förmodligen Ceawlin brittiska namn. I Mercia verkar Penda, Pybba och Creoda, medlemmar av kungafamiljen under 500- och tidigt 600-tal, ha namn som härstammar från fornwalesiska. En kunglig släktforskning från det mindre kungariket Lindsey ger namnet Cædbæd, troligen härlett från brittiskt *Catuboduos, för en av dess kungar från tidigt 500-tal.
En genetisk studie från 2022 använde moderna och forntida DNA-prover från England och grannländerna för att studera frågan om fysisk anglosaxisk migration, Studien drog slutsatsen att det förekom en storskalig invandring av män och kvinnor till östra England, från en nordkontinental befolkning. Invandrarna matchade tidigmedeltida människor från området från norra Nederländerna, norra Tyskland och Danmark. Studier innefattade också järnålders-, romerska och anglosaxiska skelett. Studien visade att den moderna befolkningen i Storbritannien har mycket gemensamt med både anglosaxiska bosättare och lokala romersk-britter. En DNA-studie av 285 begravda från åren 450–1066 visade att  ständigt nya migrationsrörelser över Nordsjön kommit till Storbritannien från senromersk tid till 1000-talet. De sista stora strömmarna av kontinentaleuropeiska invandrare på 700-talet övergår utan uppehåll i vikingamigrationen. Män av lokal härkomst och manliga migranter begravdes på liknande sätt, medan migrerande kvinnor  oftare hade gravgods i gravarna än ursprungsbefolkningen. Invandrarna blandades med den lokala befolkningen i Storbritannien men i varierande grad från region till region och i olika samhälle. I Apple Down i West Sussex begravdes de var för sig. Invandringen började redan under romartiden och ökade sedan snabbt under 400-talet. Bevisen från begravningarna visade att lokalbefolkningen och invandrare begravdes tillsammans enligt samma seder och att de fick blandade barn. Författarna uppskattar att de effektiva bidragen till den moderna engelska befolkningen härkomst var mellan 25 % och 47 % av nordkontinentalt ursprung, mellan 11 % och 57 % från brittiska järnåldersförfäder, och mellan 14 % och 43 % tillskrevs en mer utsträckt migration till södra England, från närliggande befolkningar som Belgien och Frankrike. Det fanns betydande regionala variationer i  härkomst – lägre i väst och högst i Sussex, East Midlands och East Anglia.
På 700-talet blev Mercia en dominerande makt och kung Offa av Mercia anses av ibland vara den första kungen av England. Den merciska överhögheten bröts dock i början av 800-talet av Wessex, som kom att bli det mäktigaste anglosaxiska imperiet under Egbert av Wessex.